# Santa Rosa de Yacuma (gemeente)
Santa Rosa is een gemeente (municipio) in de Boliviaanse provincie José Ballivián in het departement Beni. De gemeente telt naar schatting 10.226 inwoners (2018). De hoofdplaats is Santa Rosa.